# La Tranchée (film, 2002)
Pour plus de détails, voir Fiche technique et Distribution.
La Tranchée (Deathwatch) est un film d'horreur germano-britannique réalisé en 2002 par M. J. Bassett.

## Synopsis
Pendant la Première Guerre mondiale, un petit groupe de soldats britanniques, dont fait partie le jeune Charlie Shakespeare, se perdent à cause d'un épais brouillard mystérieux, et se retrouvent coincés derrière les lignes ennemies. Ils trouvent refuge dans un dédale de tranchées allemandes. Ils décident de rester là et d'attendre des renforts pour s'enfuir. Pendant l'exploration de la tranchée, ils trouvent des vingtaines de corps mutilés éparpillés un peu partout. Quelque chose d'étrange s'est passé dans cette tranchée. Quand un membre du groupe est horriblement assassiné, enveloppé dans du fil barbelé, les hommes commencent à avoir des soupçons, ils ne sont pas seuls. Les soldats doivent se battre s'ils veulent survivre et réussir à sortir de cette horrible tranchée…

## Fiche technique
- Titre : La Tranchée
- Titre original : Deathwatch
- Réalisation : M. J. Bassett
- Scénario : M. J. Bassett
- Photographie : Hubert Taczanowski
- Genre : horreur, guerre
- Durée : 94 minutes
- Dates de sortie : 
  -  Royaume-Uni : 6 décembre 2002
  -  France : 5 février 2004
- Classification : interdit aux moins de 12 ans

## Distribution
- Jamie Bell : Charlie Shakespeare
- Laurence Fox : le capitaine Bramwell Jennings
- Andy Serkis : Thomas Quinn
- Hugh O'Conor : Anthony Bradford
- Matthew Rhys : le caporal Doc Fairweather
- Hugo Speer : le sergent David Tate
- Torben Liebrecht : Friedrich
- Ruaidhri Conroy : Colin Chevasse
- Mike Downey : le capitaine Martin Plummer
- Kris Marshall : Barry Starinski
- Dean Lennox Kelly : Willie McNess
- Hans Matheson : Jack Hawkstone